# (11227) Ksenborisova
(11227) Ksenborisova (1999 JR43) – planetoida z pasa głównego asteroid okrążająca Słońce w ciągu 3,42 lat w średniej odległości 2,27 j.a. Odkryta 10 maja 1999 roku.